# Grzebienisko (gromada)
Grzebienisko – dawna gromada, czyli najmniejsza jednostka podziału terytorialnego Polskiej Rzeczypospolitej Ludowej w latach 1954-1972.
Gromady, z gromadzkimi radami narodowymi (GRN) jako organami władzy najniższego stopnia na wsi, funkcjonowały od reformy reorganizującej administrację wiejską przeprowadzonej jesienią 1954 do momentu ich zniesienia z dniem 1 stycznia 1973, tym samym wypierając organizację gminną w latach 1954-1972.
Gromadę Grzebienisko z siedzibą GRN w Grzebienisku utworzono – jako jedną z 8759 gromad na obszarze Polski – w powiecie szamotulskim w woj. poznańskim, na mocy uchwały nr 35/54 WRN w Poznaniu z dnia 5 października 1954. W skład jednostki weszły obszary dotychczasowych gromad Brzoza, Ceradz Dolny, Grzebienisko i Wierzeja oraz część obszaru miejscowości Mieściska (46,88 ha)  z dotychczasowej gromady Mieściska ze zniesionej gminy Grzebienisko w tymże powiecie. Dla gromady ustalono 16 członków gromadzkiej rady narodowej.
1 stycznia 1960 do gromady Grzebienisko włączono obszar zniesionej gromady Gaj Wielki w tymże powiecie.
1 stycznia 1962 do gromady Grzebienisko włączono obszar zniesionej gromady Sędziny (bez miejscowości Kunowo) w tymże powiecie.
Gromada przetrwała do końca 1972 roku, czyli do kolejnej reformy gminnej.